# Rivas (Loire)
Rivas ist eine französische Gemeinde mit 737 Einwohnern (Stand: 1. Januar 2022) im Département Loire  in der Region Auvergne-Rhône-Alpes. Sie gehört zum Arrondissement Montbrison und zum Kanton Andrézieux-Bouthéon. Die Einwohner werden Bellegardois(es) genannt.

## Geografie
Die Gemeinde Rivas lieg tan der Loire, etwa 17 Kilometer nordöstlich von Saint-Étienne in der historischen Landschaft Forez. Nachbargemeinden von Rivas sind Cuzieu im Norden und Osten, Chambœuf im Osten und Südosten, Veauche im Südosten, Veauchette im Süden, Craintilleux im Westen sowie Unias im Nordwesten.

## Bevölkerungsentwicklung
| Jahr                       | 1962 | 1968 | 1975 | 1982 | 1990 | 1999 | 2006 | 2015 | 2022 |
| -------------------------- | ---- | ---- | ---- | ---- | ---- | ---- | ---- | ---- | ---- |
| Einwohner                  | 137  | 163  | 177  | 212  | 397  | 406  | 490  | 637  | 737  |
| Quellen: Cassini und INSEE |      |      |      |      |      |      |      |      |      |

## Sehenswürdigkeiten

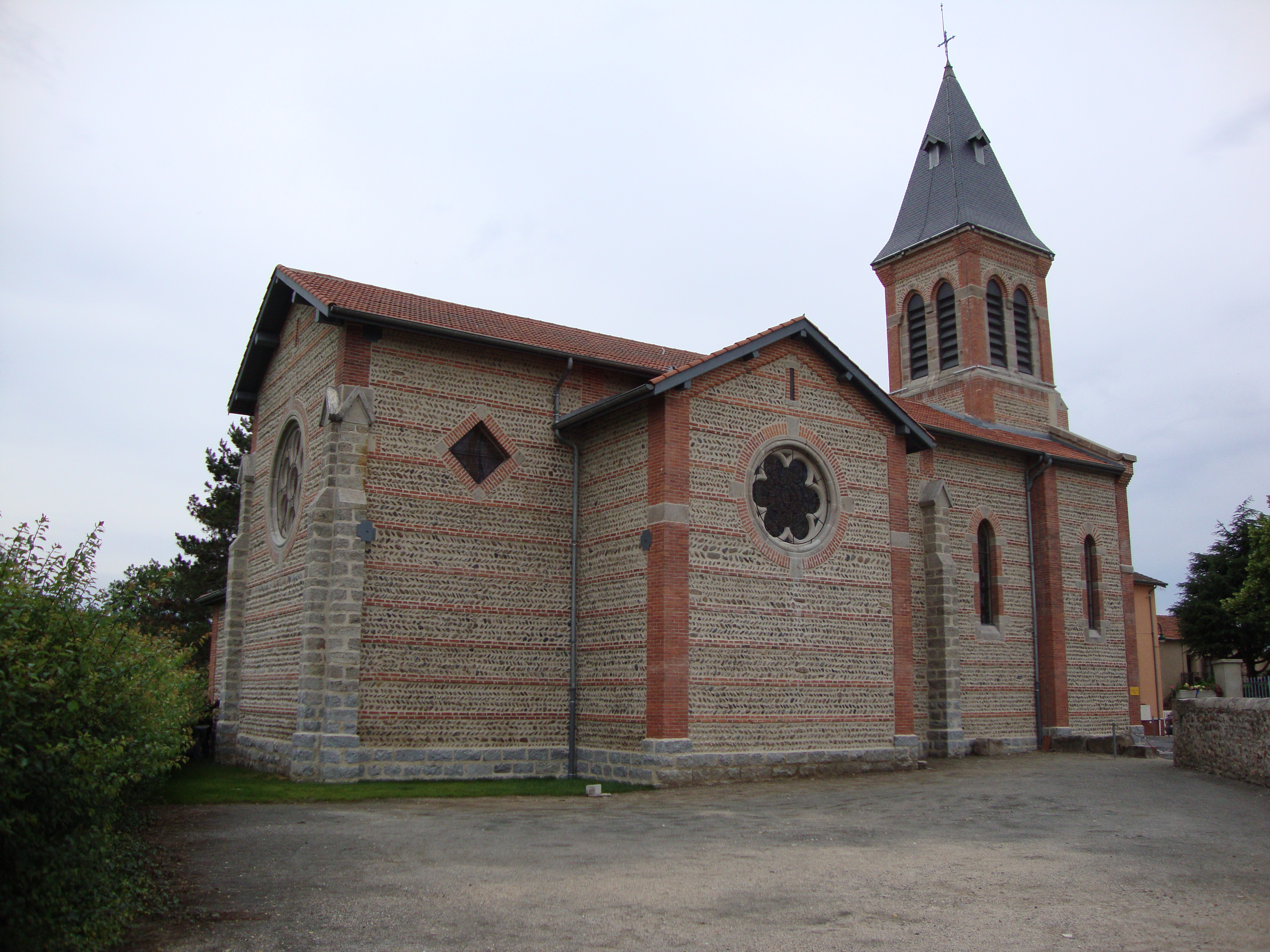
Kirche Sainte-Anne
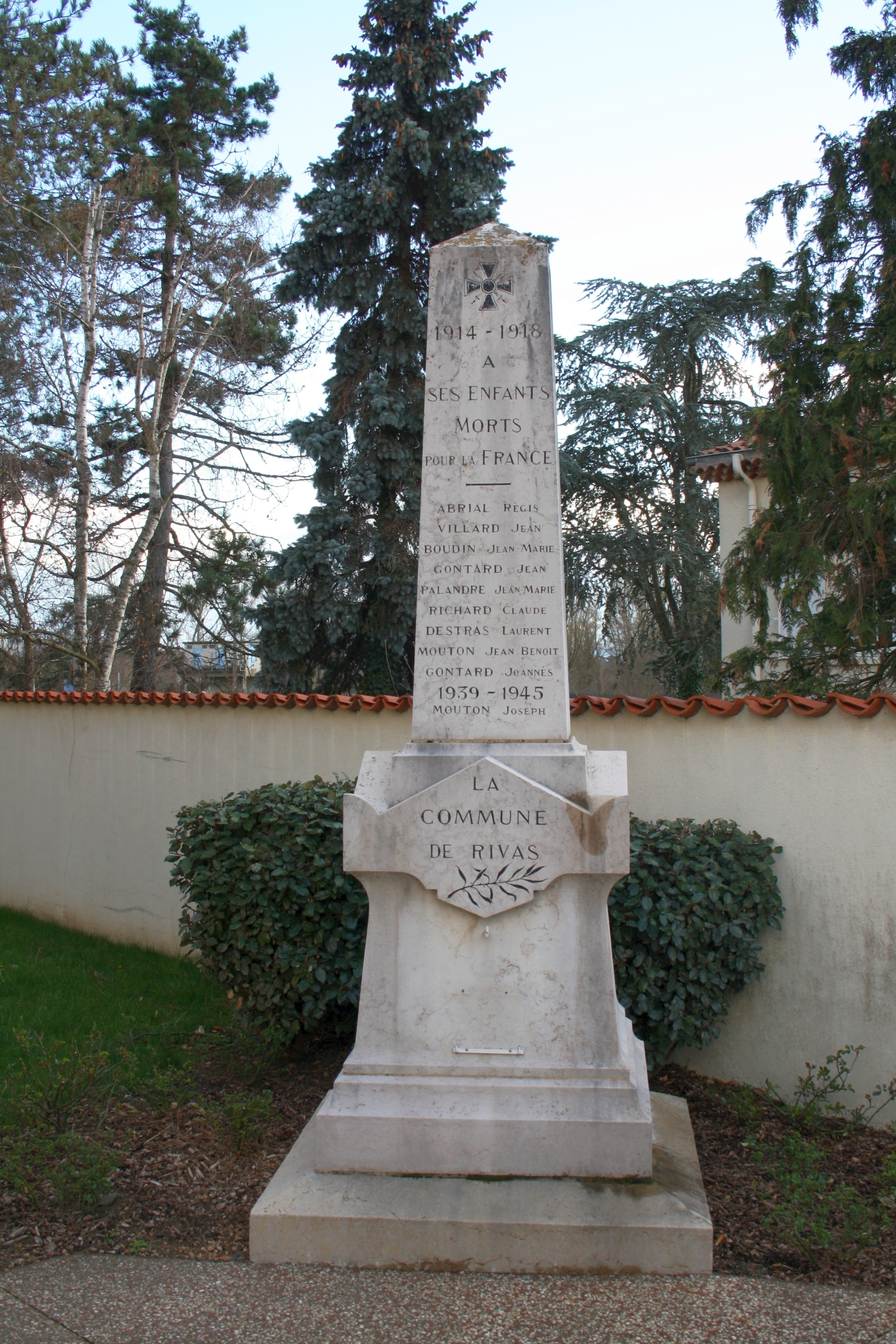
Gefallenendenkmal

- Kirche Sainte-Anne
- Gefallenendenkmal